# Cratere Milford
Milford  è un cratere sulla superficie di Marte.